# كورالي سيمونز
كورالي سيمونز (بالإنجليزية: Coralie Simmons)‏ هي لاعبة كرة الماء أمريكية، ولدت في 1 مارس 1977 في هيميت في الولايات المتحدة.

## وصلات خارجية
- كورالي سيمونز على موقع الاتحاد الدولي للسباحة (الإنجليزية)
- كورالي سيمونز على موقع اللجنة الأولمبية الدولية (الإنجليزية)
- كورالي سيمونز على موقع أوليمبيديا (الإنجليزية)